# Museu Rural de Estremoz
O Museu Rural de Estremoz da Casa do Povo de Santa Maria foi fundado no ano de 1951, em três salas do antigo Convento das Maltesas de Estremoz, as quais foram cedidas pela Misericórdia local.
A fundação do Museu Rural deve-se, fundamentalmente, ao empenho e trabalho de Bento Caldas, um delegado do Instituto Nacional do Trabalho. Este teve ainda o precioso auxílio de Cortes Simões (presidente da Assembleia Geral da Casa do Povo de Santa Maria de Estremoz), dos artistas Capela e Silva e Alberto Cutileiro, bem como do artesão Joaquim Velhinho, entre outros.
O museu foi depois conhecendo sucessivas expansões. A primeira sucedeu quando o espaço onde estava o Sindicato dos Caixeiros Viajantes foi por esta instituição de assistência abandonado nos anos 60 do século XX. Ainda nesta década conheceu outra expansão quando a sede da Casa do Povo de Santa Maria passou para o actual local (frente à escola secundária), ocupando então o museu este espaço com a sua recepção e com a exposição de um carro agrícola e alguma estanteria com livros e peças.
Entretanto, o museu foi conhecendo algum declínio, facto que também ocorreu por as Casas do Povo terem conhecido um significativo abandono após a Revolução dos Cravos de 1974.
Em 2003, por imperativos relacionados com o aluguer do espaço onde estava situado, a Casa do Povo de Santa Maria de Estremoz teve de pedir auxílio técnico ao município local para recolher e acondicionar o acervo do museu. Após ter sido embalado, em Agosto desse ano, ficou armazenado no Museu Municipal Prof. Joaquim Vermelho e na sede da Casa do Povo.
Por diligências da administração da Casa do Povo, consegue-se um espaço para o futuro Museu Rural no Centro Cultural e Associativo Dr. José Lourenço Marques Crespo, o qual é cedido pela Câmara Municipal de Estremoz em Setembro de 2005.
A autarquia continua a auxiliar tecnicamente esta instituição em 2006, conseguindo mesmo um financiamento para a instalação do museu, estando neste momento o seu projecto concluído. Este projecto foi delineado pelo responsável do Museu Municipal Prof. Joaquim Vermelho e por Helga Bizarro, arquitecta da Câmara Municipal de Estremoz.
Em 18 de Maio de 2007 o Museu Rural reabriu ao público, com uma exposição de longa duração sobre as cerâmicas de Estremoz.